# Belmopan (okręg wyborczy)
Belmopan – jednomandatowy okręg wyborczy w wyborach do Izby Reprezentantów, niższej izby parlamentu Belize. Od 2008 reprezentantem tego okręgu był polityk Zjednoczonej Partii Demokratycznej John B. Saldivar.
Okręg Belmopan  znajduje się dystrykcie Cayo i obejmuje swoim zasięgiem stolicę kraju – Belmopan (bez przedmieść).
Utworzony został w roku: 2008, poprzez wyłączenie z okręgu Cayo South.

## Posłowie
| Rok   | Poseł            |  | Partia |
| ----- | ---------------- |  | ------ |
| 2008. | John B. Saldivar |  | UDP    |
| 2012  | John B. Saldivar |  | UDP    |